# Co-errances
Co-errances était une coopérative qui était à la fois un distributeur et un diffuseur, qu'on pouvait qualifier de "militant" ou "alternatif". 
Co-errances était un regroupement de collectifs qui souhaitaient se donner ensemble les moyens d’une diffusion autonome.  
On y trouvait aussi bien des revues, des éditeurs, des maisons de productions de film, que des associations, etc.
Les buts affichés étaient : 
- développer un réseau étendu de lieux de diffusion,
- organiser des débats publics et autres évènements,
- éditer régulièrement un catalogue,
- animer un site internet,
- expérimenter toute forme de diffusion alternative à celle des grandes enseignes et autres hypermarchés de la culture.

Membres : Réseau d'échanges de pratiques alternatives et solidaires, les revues CQFD, EcoRev'...